# Piped Up
Piped Up è un singolo del rapper statunitense Comethazine, pubblicato il 27 novembre 2017.

## Tracce
1. Piped Up – 2:35